# Марк Атилий Регул (консул 294 года до н. э.)
Марк Ати́лий Регу́л (лат. Marcus Atilius Regulus; IV—III века до н. э.) — римский военачальник и политический деятель из плебейского рода Атилиев, консул 294 года до н. э. Командовал армией во время Третьей Самнитской войны.

## Биография
Марк Атилий принадлежал к плебейскому роду Атилиев. Согласно Капитолийским фастам, у его отца и деда был тот же преномен — Марк. Предположительно отец — это консул 335 года до н. э. Марк Атилий Регул Кален.
Регул стал консулом в 294 году до н. э. совместно с патрицием Луцием Постумием Мегеллом. В это время шла Третья Самнитская война. Мегелл в начале года заболел, поэтому Марк Атилий с войском один двинулся в Самний. Согласно Титу Ливию, римляне и самниты разбили лагеря друг напротив друга. Самнитам удалось, используя густой туман, прорваться в римский лагерь; их вытеснили, но потери римлян оказались больше, чем у противника. Узнав о случившемся, Постумий Мегелл спешно прибыл со своей армией, так что противнику пришлось отступить.
Далее консулы снова действовали раздельно. Марк Атилий двинулся в Апулию, на помощь городу Луцерия. В пути состоялось двухдневное сражение с самнитами. Первый день победителя не выявил, но римляне опять понесли большие потери. На второй день они сражались с большой неохотой, и только энтузиазм консула заставил их сначала выйти из лагеря, а затем прекратить бегство с поля боя. В решающий момент Марк Атилий дал обет посвятить храм Юпитеру Становителю в случае победы. В конце концов римлянам удалось выиграть сражение и захватить 7 800 пленников, но, по словам Ливия, «римлянам всё же не в радость была победа» из-за больших потерь.
Затем Марк Атилий уничтожил в бою самнитское войско, возвращавшееся от Интерамны с награбленным. Вся добыча была возвращена законным владельцам, а консул отправился в Рим для организации выборов. От сената он потребовал триумф, но ему отказали, ссылаясь на большие потери и на то, что самниты, сдавшиеся без каких-либо условий, были всего лишь прогнаны под ярмом и отпущены. Позже, когда триумфа попросил его коллега, эта просьба тоже была отклонена сенатом из-за активной позиции друзей Марка Атилия, не желавших, чтобы заслуги Мегелла были признаны более весомыми.
Есть и другие сведения о консульстве Марка Атилия. Так, согласно Клавдию Квадригарию, Регул воевал в этот год в Этрурии и получил за свои победы триумф; согласно Фабию Пиктору, оба консула воевали и в Самнии, и под Луцерией.
В 293 году до н. э. Марк Атилий был претором. Он упоминается в связи с тем, что ввёл в сенат послов союзников, жаловавшихся на набеги этрусков.